# خواكيم غريغ
خواكيم غريغ هو سياسي نرويجي، ولد في 1849 في برغن في النرويج، وتوفي في 1932. نشط حزبياً في Free-minded Liberal Party ‏. وقد انتخب عضو برلمان النرويج ‏ عن دائرة  خلال فترته النيابية ‏ (1906 – 1909).